# Droga wodna Wisła-Odra

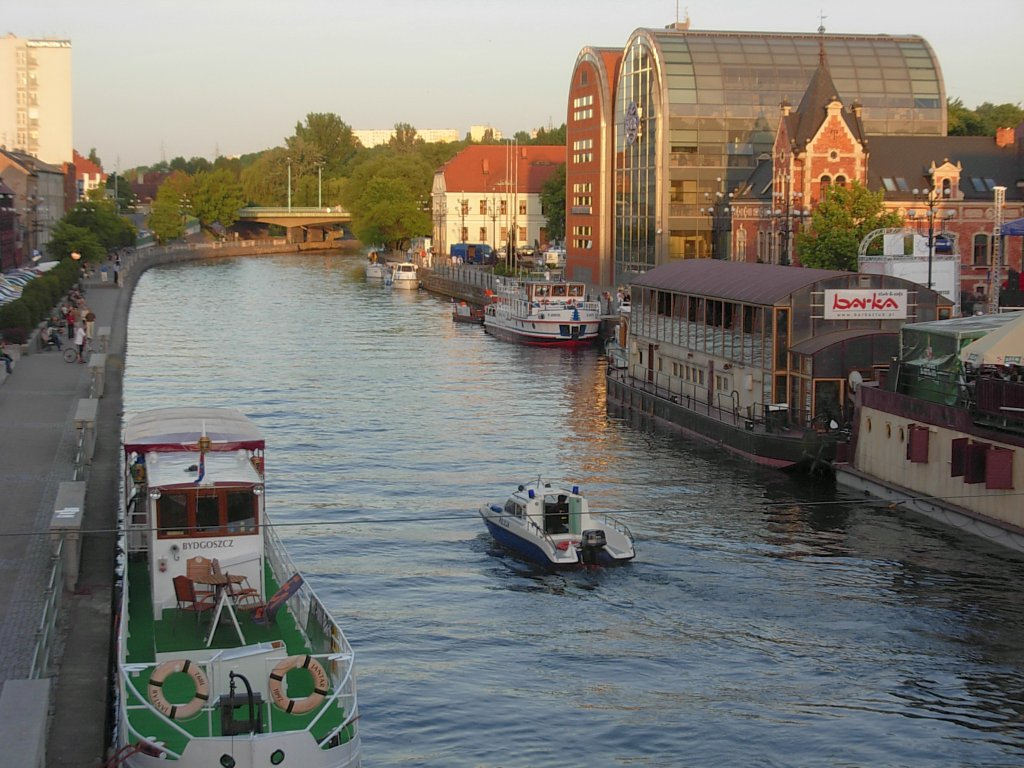
Brda w centrum Bydgoszczy

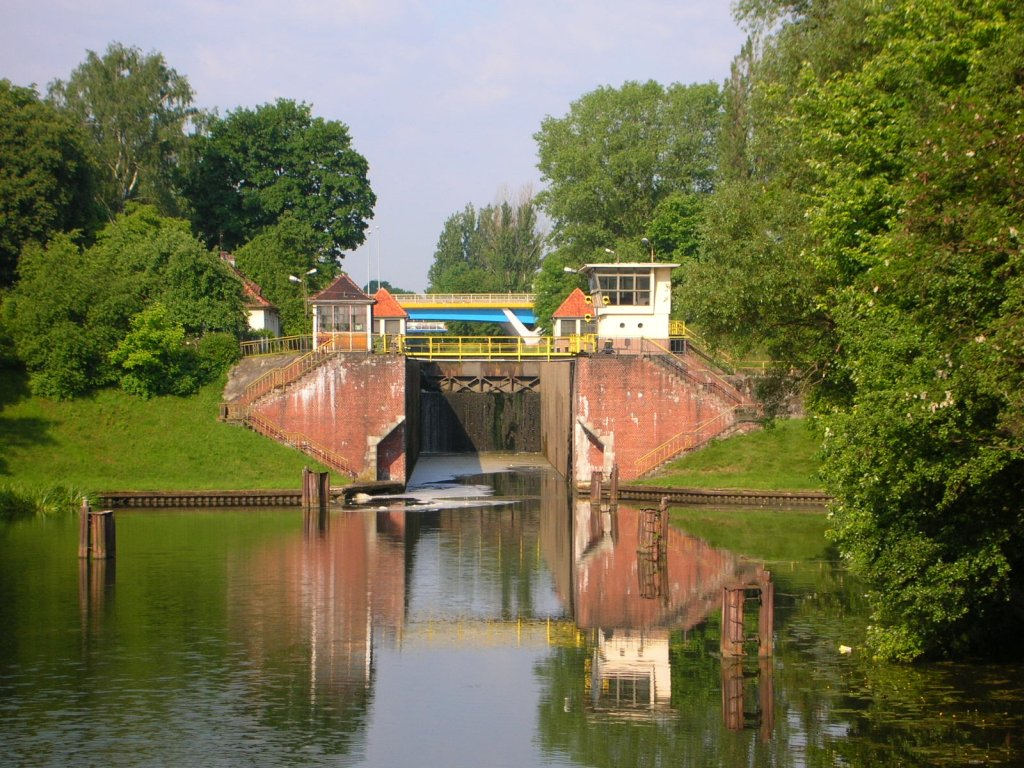
Śluza Okole na Kanale Bydgoskim

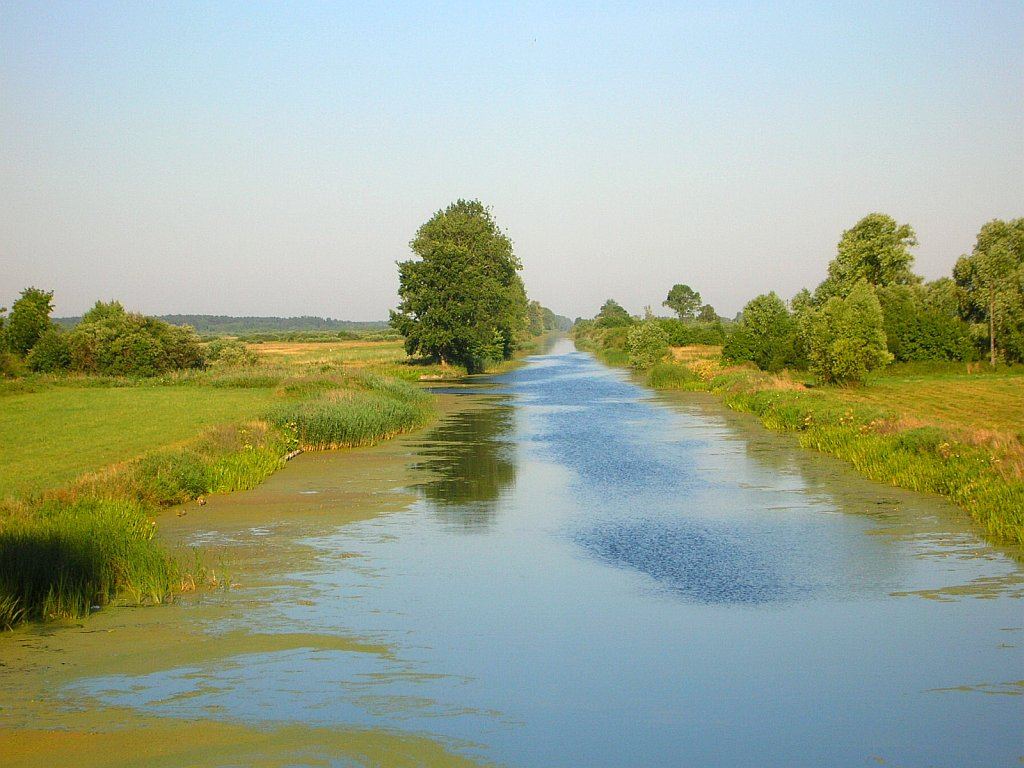
Kanał Bydgoski w Dolinie Bydgosko-Nakielskiej

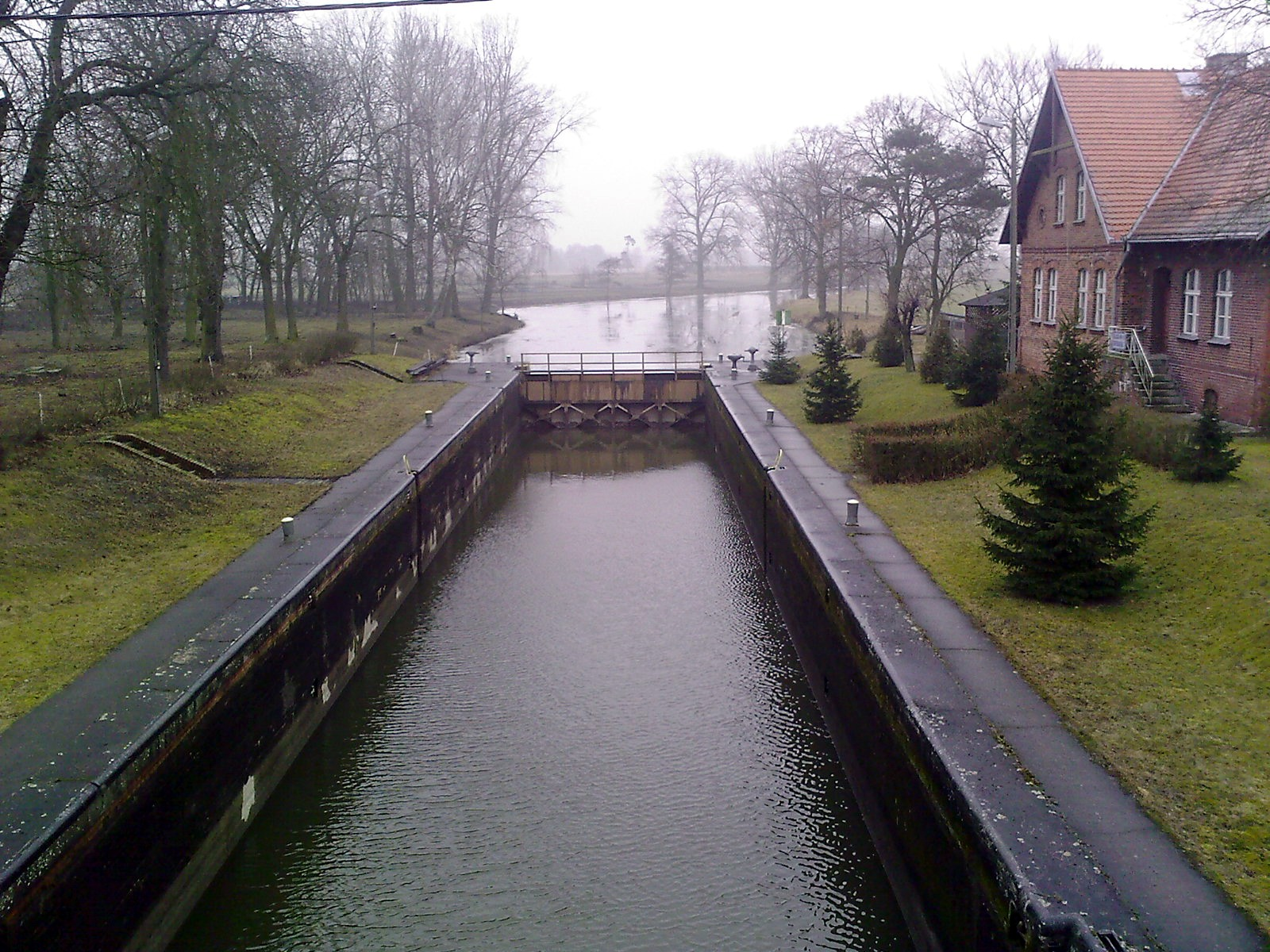
Śluza Gromadno na Noteci Leniwej

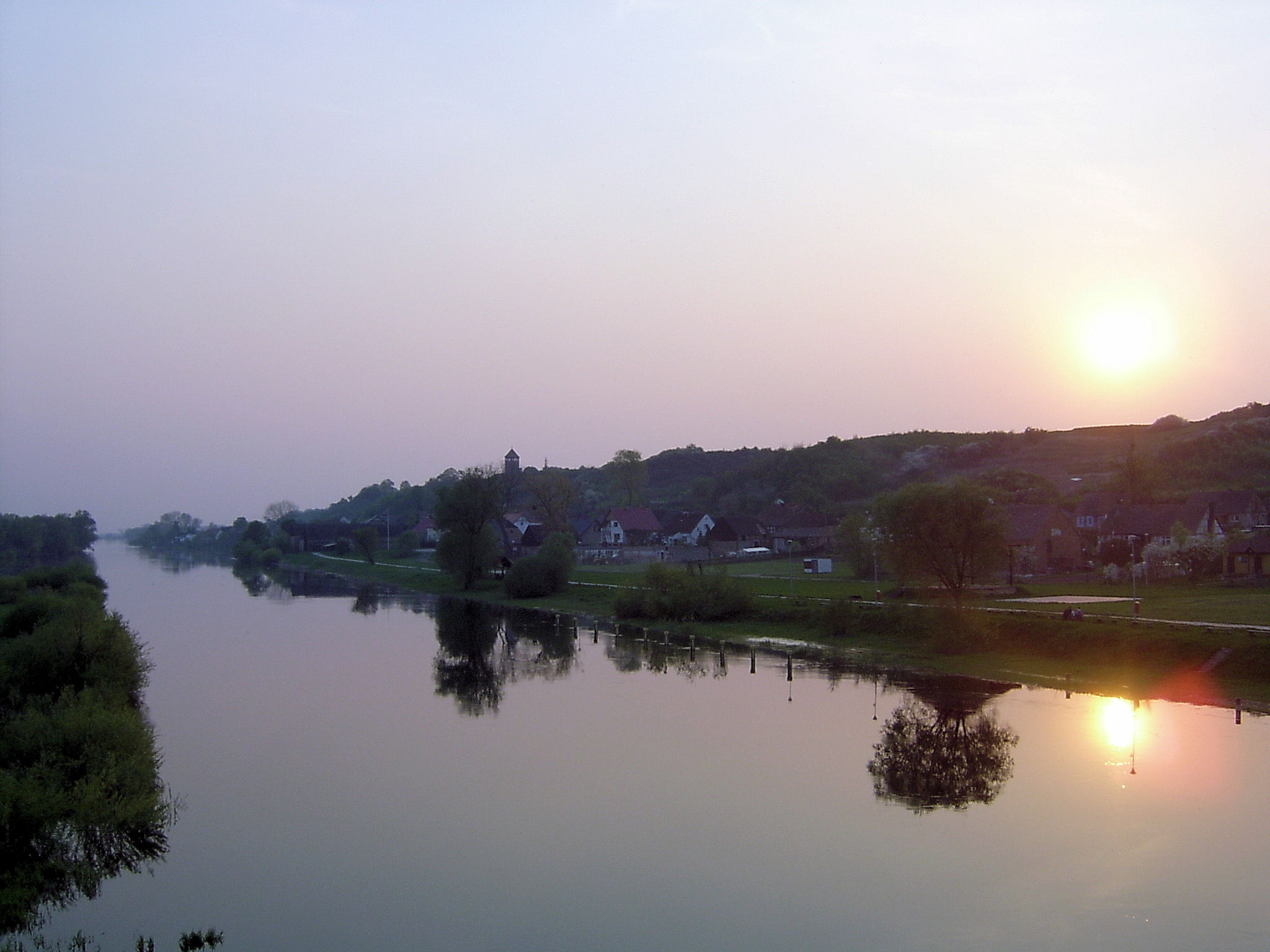
Noteć w Santoku

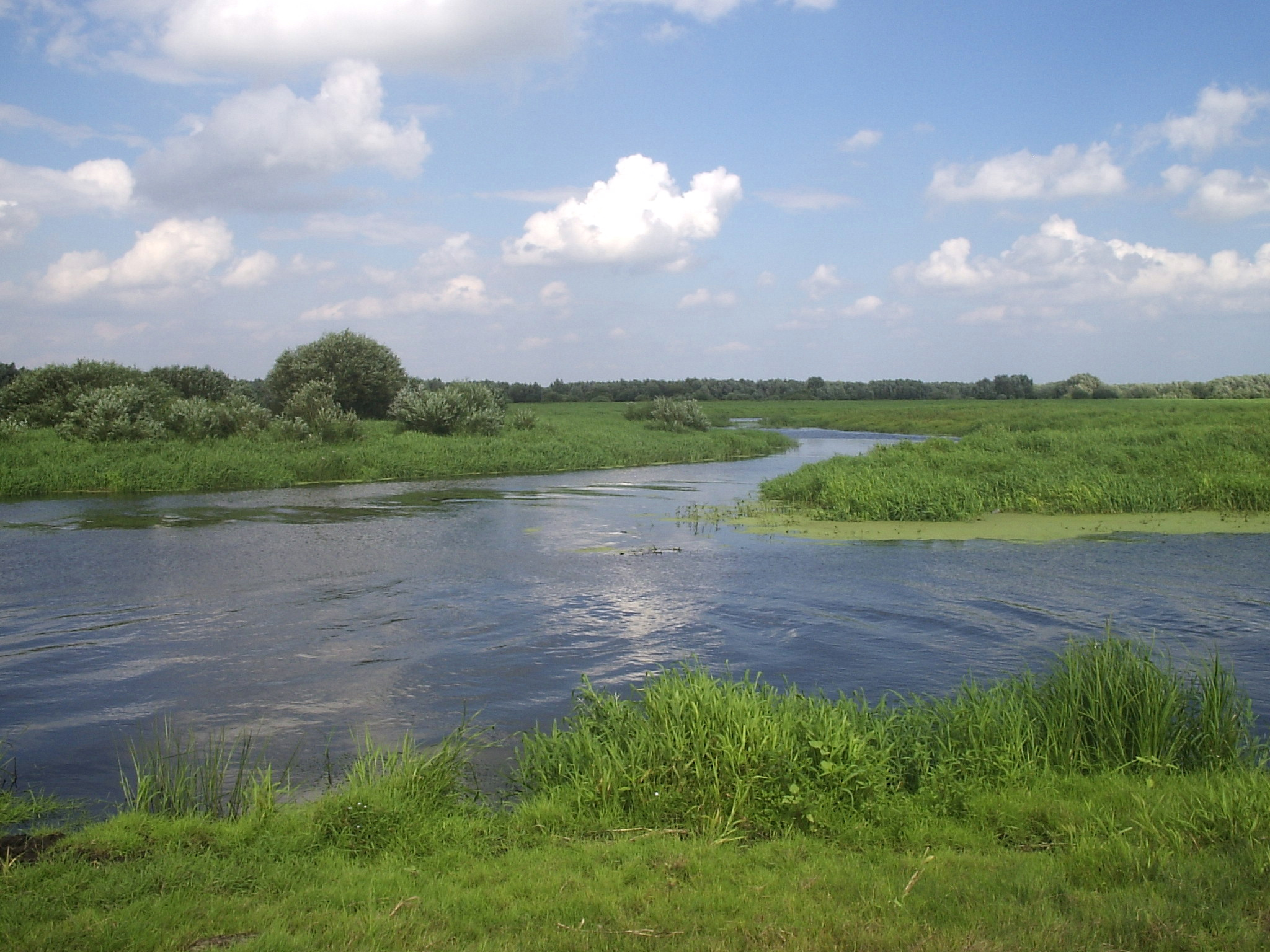
Park Narodowy Ujście Warty

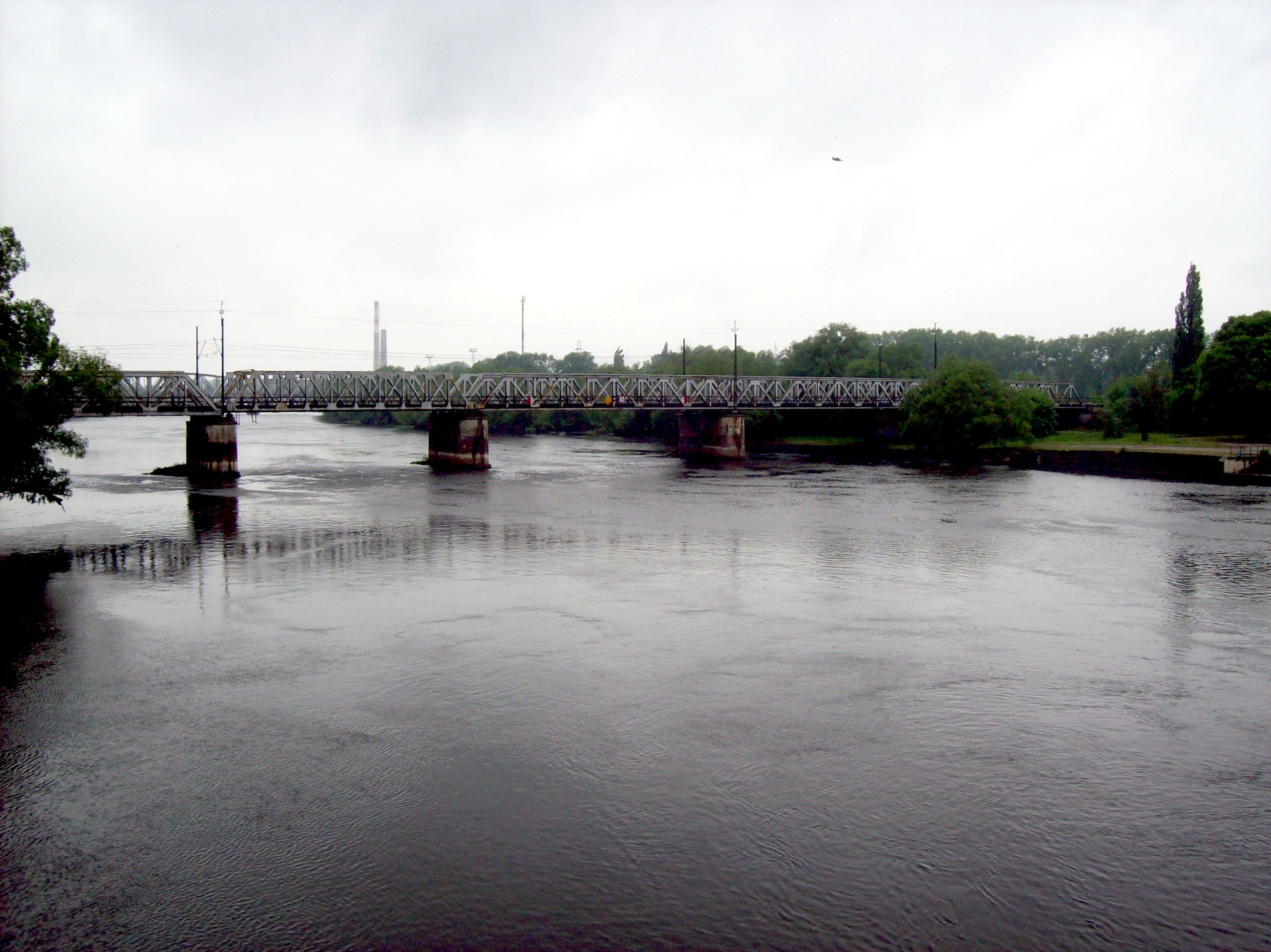
Warta w Kostrzynie w okolicy ujścia do Odry

Droga wodna Wisła-Odra – szlak żeglugi śródlądowej o długości 294,3 km, łączący Wisłę z Odrą. Prowadzi z Bydgoszczy do Kostrzyna nad Odrą rzekami: Brdą, Kanałem Bydgoskim, Notecią i Wartą.
Szlak stanowi fragment drogi wodnej E70, jednej z trzech międzynarodowych dróg wodnych kraju. Stanowi jedyne istniejące w Polsce połączenie wschodniego i zachodniego systemu europejskich dróg wodnych. Prowadzi przez trzy województwa: kujawsko-pomorskie, wielkopolskie i lubuskie.

## Droga Wisła-Odra jako element szlaku E70
W 1996 r. w porozumieniu AGN (European Agreement on Main Inland Waterways of International Importance) droga wodna Wisła-Odra została wpisana do sieci europejskiego systemu dróg wodnych jako fragment drogi E70.

## Części składowe
Droga wodna Wisła-Odra dzieli się na następujące odcinki:
- Brda skanalizowana (Bydgoszcz Brdyujście – Bydgoszcz Okole) – 14,4 km[1].
- Kanał Bydgoski (Bydgoszcz Okole – Nakło nad Notecią) – 24,5 km[1].
- Noteć skanalizowana (Nakło nad Notecią – Krzyż Wielkopolski) – 137,1 km[2], Odcinek ten składa się z dwóch części:
  - Noteć Leniwa – 66,4 km (od Nakła do ujścia Gwdy),
  - Noteć Bystra – 70,7 km (od ujścia Gwdy do Krzyża Wlkp).
- Noteć swobodnie płynąca (Krzyż Wielkopolski – Drezdenko – Santok) – 50,1 km[2].
- Dolna Warta (Santok – Gorzów Wielkopolski – Kostrzyn nad Odrą) – 68,2 km[3].

## Historia
Zobacz też: Historia Kanału Bydgoskiego oraz Transport na drodze wodnej Wisła-Odra w latach 1774–1912
Początkiem drogi wodnej łączącej Wisłę z Odrą była budowa Kanału Bydgoskiego (1773-1774), który był łącznikiem dorzeczy Wisły (Brda) i Odry (Noteć). Kanał dwukrotnie przebudowywano: na początku XIX wieku i w latach 1908–1915. Natomiast pierwsze prace regulacyjne na Noteci Dolnej, których rezultatem były stopnie wodne oraz pogłębione i wyprostowane koryto rzeczne, przeprowadzono w latach 1863–1888. W latach 1891–1898 wykonano regulację Noteci Bystrej na odcinku, między ujściem Gwdy i Drawy. Łącznie na odcinku między Nakłem, a ujściem Drawy wykonano 105 przekopów likwidujących zakola rzeki o promieniu poniżej 180 m skracając bieg Noteci na tej przestrzeni ze 169,8 na 140,1 km. Prace te nie doprowadziły jednak do pełnego uspławnienia rzeki. W czasie kolejnych robót przeprowadzonych w latach 1910–1914 ukończono kanalizację Noteci na długości 140 km. Między Dziembowem, a ujściem Drawy zbudowano 7 stopni wodnych (śluz i jazów), zaś w Bydgoszczy powstał nowy odcinek Kanału Bydgoskiego z dwiema nowymi śluzami o wysokości piętrzenia 7,5 m.
Śródlądowy szlak żeglugowy Wisła-Odra konkurował pod względem gospodarczym ze szlakiem morskim przez Gdańsk, przejmując w XIX wieku większość transportu drewna z Rosji i Królestwa Polskiego do Cesarstwa Niemieckiego.
Apogeum przewozów towarowych zanotowano w pierwszym dziesięcioleciu XX wieku. W latach 1903–1907 przez szlak przepływało średnio rocznie 3585 łodzi (berlinek) i parowców, które przewiozły 253 tys. ton towarów oraz 43,2 tys. tratw z 441 tys. ton drewna.
Po 1920 r. drogę wodną przegrodziła granica polityczna Polski z Niemcami, co wpłynęło niekorzystnie na wielkość żeglugi towarowej. W całości w granicach Polski droga wodna znalazła się po 1945 r. Znaczenie gospodarcze szlaku zmalało po 1980 r., natomiast od lat 90. XX wieku wzrasta jego znaczenie turystyczne.

## Przystanie
Najważniejsze przystanie:
- Bydgoszcz,
- Nakło nad Notecią,
- Ujście,
- Czarnków,
- Wieleń,
- Krzyż Wielkopolski,
- Drezdenko,
- Santok,
- Gorzów Wielkopolski,
- Kostrzyn nad Odrą.

## Opis szlaku[7]
Pierwszym odcinkiem drogi wodnej jest Brda, od ujścia do Wisły w rejonie bydgoskiego toru regatowego do połączenia z Kanałem Bydgoskim w dzielnicy Okole.
Na odcinku 8,6 km, od Śluzy Miejskiej do Śluzy Osowa Góra konieczne jest pokonanie na 5 śluzach 25,6 m różnicy poziomu wody. Są to tzw. „schody Brdy”.
Na odcinku Śluza Osowa Góra – Śluza Józefinki na Kanale Bydgoskim występuje najwyższy poziom wody (tzw. „tredl” 58 m n.p.m.) na całym szlaku. Tutaj droga wodna przecina wododział Wisły i Odry. Na przedmieściach Bydgoszczy z drogą wodną łączy się Kanał Górnonotecki, którym można dotrzeć do Noteci górnej, jeziora Gopło i dalej podróżować Wielką Pętlą Wielkopolski.
Kanałem Bydgoskim dociera się do Nakła, gdzie rozpoczyna się szlak Noteci. Prowadzi ona środkiem Pradoliny Toruńsko-Eberswaldzkiej. Brzegi rzeki otaczają łąki, torfowiska oraz skraj Puszczy Noteckiej. Krawędzie doliny otoczone są miejscami pasmami wzgórz moreny czołowej, m.in. w okolicach Santoka.
Od Nakła do Krzyża, na odcinku 137,4 km Noteć jest skanalizowana za pomocą 14 stopni wodnych (jaz i śluza). Przy pomocy śluz statki pokonują spad wynoszący 26,93 m. Jazy składane są na zimę i stawiane na wiosnę, wobec czego nawigacja trwa od połowy kwietnia do połowy grudnia.
W Santoku Noteć kończy swój bieg i odtąd przez 68 km szlak prowadzi rzeką Wartą, aż do ujścia do Odry w Kostrzynie.
Końcowy odcinek drogi wodnej przebiega przez Park Narodowy Ujście Warty.

## Infrastruktura
Na szlaku znajdują się (od Bydgoszczy do Krzyża) 22 śluzy żeglugowe, kilka dużych portów i nabrzeży przeładunkowych m.in. w Bydgoszczy, Nakle, Ujściu, Czarnkowie, Krzyżu, Gorzowie i Kostrzynie oraz wiele przystani pasażerskich m.in. w Bydgoszczy, Santoku, Gorzowie i Kostrzynie.
Śluzy na drodze wodnej Wisła-Odra:
| Nr  | Nazwa                                    | Lokalizacja             | Kilometraż km | Ciek wodny     | Spad m | Długość m | Szerokość m | Napęd       |
| 1.  | Śluza Czersko Polskie                    | Bydgoszcz (Brdyujście)  | 1,4           | Brda           | 4,90   | 115,0     | 12,0        | elektryczny |
| 2.  | Śluza Miejska Bydgoszcz                  | Bydgoszcz (Śródmieście) | 12,4          | Brda           | 3,13   | 57,4      | 9,6         | elektryczny |
| 3.  | Śluza Okole                              | Bydgoszcz (Okole)       | 14,8          | Kanał Bydgoski | 7,58   | 57,4      | 9,6         | elektryczny |
| 4.  | Śluza Czyżkówko                          | Bydgoszcz (Flisy)       | 16,0          | Kanał Bydgoski | 7,52   | 57,4      | 9,6         | elektryczny |
| 5.  | Śluza Prądy                              | Bydgoszcz (Prądy)       | 20,0          | Kanał Bydgoski | 3,82   | 57,4      | 9,6         | ręczny      |
| 6.  | Śluza Osowa Góra                         | Bydgoszcz (Osowa Góra)  | 21,0          | Kanał Bydgoski | 3,55   | 57,4      | 9,6         | ręczny      |
| 7.  | Śluza Józefinki                          | Nakło nad Notecią       | 37,2          | Kanał Bydgoski | 1,83   | 57,4      | 9,6         | ręczny      |
| 8.  | Śluza Nakło Wschód                       | Nakło nad Notecią       | 38,9          | Kanał Bydgoski | 1,91   | 57,4      | 9,6         | ręczny      |
| 9.  | Śluza Nakło Zachód                       | Nakło nad Notecią       | 42,7          | Noteć Leniwa   | 2,72   | 57,4      | 9,6         | ręczny      |
| 10. | Śluza Gromadno                           | Gromadno                | 53,4          | Noteć Leniwa   | 2,08   | 57,4      | 9,6         | ręczny      |
| 11. | Śluza Krostkowo z jazem kołowo-iglicowym | Krostkowo               | 68,2          | Noteć Leniwa   | 0,43   | 57,4      | 9,6         | ręczny      |
| 12. | Śluza Nowe                               | Nowe                    | 111,8         | Noteć Bystra   | 1,71   | 57,4      | 9,6         | ręczny      |
| 13. | Śluza Walkowice                          | Walkowice               | 117,1         | Noteć Bystra   | 1,84   | 57,4      | 9,6         | ręczny      |
| 14. | Śluza Romanowo                           | Romanowo Dolne          | 122,6         | Noteć Bystra   | 1,59   | 57,4      | 9,6         | ręczny      |
| 15. | Śluza Lipica                             | Lipica                  | 128,3         | Noteć Bystra   | 1,69   | 57,4      | 9,6         | ręczny      |
| 16. | Śluza Pianówka                           | Pianówka                | 136,2         | Noteć Bystra   | 2,18   | 57,4      | 9,6         | ręczny      |
| 17. | Śluza Mikołajewo                         | Mikołajewo              | 143,0         | Noteć Bystra   | 1,97   | 57,4      | 9,6         | ręczny      |
| 18. | Śluza Rosko                              | Rosko                   | 148,8         | Noteć Bystra   | 1,53   | 57,4      | 9,6         | ręczny      |
| 19. | Śluza Wrzeszczyna                        | Wrzeszczyna             | 155,5         | Noteć Bystra   | 1,55   | 57,4      | 9,6         | ręczny      |
| 20. | Śluza Wieleń                             | Wieleń                  | 161,0         | Noteć Bystra   | 1,93   | 57,4      | 9,6         | ręczny      |
| 21. | Śluza Drawsko                            | Drawsko                 | 170,9         | Noteć Bystra   | 1,60   | 57,4      | 9,6         | ręczny      |
| 22. | Śluza Krzyż Wlkp                         | Krzyż Wielkopolski      | 176,2         | Noteć Bystra   | 1,85   | 57,4      | 9,6         | ręczny      |

## Parametry nawigacyjne[10]
| Nr | Nazwa                   | Miasta                                 | Szerokość min. szlaku [m] | Głębokość tranzytowa [cm] | Prześwit minimalny pod mostami [m] | Śluzy |
| 1. | Brda                    | Bydgoszcz                              | 30                        | 180-200                   | 3,2                                | 2     |
| 2. | Kanał Bydgoski          | Bydgoszcz – Nakło nad Notecią          | 28                        | 160-200                   | 3,8                                | 6     |
| 3. | Noteć skanalizowana     | Nakło nad Notecią – Krzyż Wielkopolski | 25                        | 120-160                   | 3,4                                | 14    |
| 4. | Noteć swobodnie płynąca | Krzyż Wielkopolski – Santok            | 30                        | 120-200                   | 4,0                                | brak  |
| 5. | Warta dolna             | Santok – Kostrzyn nad Odrą             | 50                        | 120-300                   | 3,9                                | brak  |

Droga wodna Wisła-Odra na środkowym odcinku (Noteć skanalizowana) jest szlakiem żeglugi śródlądowej klasy Ib. Dolna Warta, Noteć odcinek swobodnie płynący, Kanał Bydgoski i Brda mają II klasę.

## Stan techniczny w 2009
Stan techniczny obiektów hydrotechnicznych (śluz i jazów) i zabudowy regulacyjnej jest stabilny, lecz niezadowalający. Konieczne jest odmulenie odcinka Noteci skanalizowanej, oraz regulacja szlaku żeglownego Noteci swobodnie płynącej i Warty dolnej.
Obecnie istniejący stan techniczny drogi wodnej nie pozwala na prowadzenie żeglugi towarowej na większości jej odcinków.

## Znaczenie turystyczne
Przewozy pasażerskie na drodze wodnej Wisła-Odra prowadzono już w XIX wieku.
Znaczenie turystyczne szlaku wzrosło począwszy od lat 90. XX wieku. Niektóre miejscowości rozpoczęły budowę infrastruktury turystycznej dla turystów – wodniaków np. Santok, Nakło nad Notecią, czy Bydgoszcz.
Atutami szlaku są przede wszystkim walory przyrodnicze. Dolina Noteci jest jedną z najlepiej zachowanych bagiennych dolin rzecznych w zachodniej Polsce. Większość Doliny znajduje się w sieci Natura 2000, zaś w zachodnim węźle trasy leży Park Narodowy Ujście Warty.
W pobliżu drogi wodnej położone są parki krajobrazowe:
- Barlinecko-Gorzowski Park Krajobrazowy,
- Drawieński Park Krajobrazowy,
- Krajeński Park Krajobrazowy,
- Park Krajobrazowy Doliny Dolnej Wisły.

Szlak otaczają duże kompleksy leśne: Puszcza Notecka i Puszcza Bydgoska oraz rezerwaty przyrody. W miejscowościach leżących przy szlaku wodnym atrakcjami są zabytkowe obiekty hydrotechniczne oraz zabytki architektury.
Droga wodna Wisła-Odra jest poza tym połączona z szeregiem dróg wodnych, które służą turystom: Lubuski Szlak Wodny, Wielka Pętla Wielkopolski, Pętla Kujawska, Odra, Warta, Brda, Dolna Wisła.
W 2007 r. marszałkowie sześciu województw leżących nad drogą E-70 podpisali porozumienie o współpracy przy rewitalizacji tej drogi wodnej.

## Problemy dostosowania drogi Wisła-Odra do wymagań międzynarodowych[11]
Droga wodna Wisła–Odra posiada parametry klasy Ib bądź II i nie spełnia wymagań porozumienia AGN przewidującego, że drogi śródlądowe o znaczeniu międzynarodowym powinny mieć parametry co najmniej IV klasy.
Uzyskanie tych parametrów jest możliwe w przypadku budowy nowych stopni żeglugowych na Wiśle, Brdzie, Warcie i Noteci, co wiąże się z ogromnymi kosztami i koliduje z wymogami ochrony przyrody (spore fragmenty drogi Odra-Wisła położone są na obszarach Natura 2000). W tej sytuacji przewiduje się konserwację szlaku oraz istniejących urządzeń hydrotechnicznych przy zachowaniu dotychczasowych parametrów. Umożliwi to transport towarowy w śladowej skali oraz rozwój turystyki wodnej.
Ministerstwo Gospodarki Morskiej i Żeglugi Śródlądowej rozważa zmianę przebiegu drogi wodnej E-70 w Polsce z większym wykorzystaniem Warty, przez Poznań i Włocławek.